# Magnets
Magnets is een nummer van het Britse dj-duo Disclosure 2015, ingezongen door de Nieuw-Zeelandse zangeres Lorde. Het is de vierde single van Disclosure's tweede studioalbum Caracal.
Het nummer flopte in Disclosure's thuisland het Verenigd Koninkrijk met een 71e positie, terwijl het in Lordes thuisland Nieuw-Zeeland juist de 2e positie behaalde. In Nederland was "Magnets" met een 23e positie in de Tipparade ook niet zeer succesvol, in de Vlaamse Ultratop 50 wist het nummer een bescheiden 33e positie te behalen.